# César Almeida (jinete)
César Almeida es un jinete brasileño que compitió en la modalidad de salto ecuestre. Ganó dos medallas en los Juegos Panamericanos, bronce en 2003 y oro en 2007.

## Palmarés internacional
| Juegos Panamericanos | Juegos Panamericanos            | Juegos Panamericanos | Juegos Panamericanos |
| Año                  | Lugar                           | Medalla              | Categoría            |
| -------------------- | ------------------------------- | -------------------- | -------------------- |
| 2003                 | Santo Domingo (Rep. Dominicana) | Medalla de bronce    | Por equipos          |
| 2007                 | Río de Janeiro (Brasil)         | Medalla de oro       | Por equipos          |